# Aldicarb
Aldicarb ist ein Pflanzenschutzwirkstoff aus der Familie der Carbamate, der als Insektizid, Akarizid und Nematizid verwendet wird. Die stark giftige Verbindung dient der Bodenentseuchung.

## Geschichte
Aldicarb wurde 1962 von Union Carbide entwickelt.

## Gewinnung und Darstellung
Aldicarb kann ausgehend von Isobutylen durch Reaktion mit Nitrosylchlorid oder Natriumnitrit und weitere Reaktion des entstehenden Zwischenproduktes mit Natriummethanthiolat und anschließend mit Methylisocyanat gewonnen werden.

## Eigenschaften
Aldicarb ist ein kristalliner, weißer Feststoff.

## Verwendung
Aldicarb kommt als 5, 10 oder 15%iges Granulat in den Handel. Die wichtigsten Anwendungsbereiche liegen im Anbau von Baumwolle, Soja und Erdnüssen.

## Zulassung
Aldicarb steht nicht auf der Liste der in der Europäischen Union zugelassenen Pflanzenschutzmittel.
Folglich sind in den EU-Staaten einschließlich Deutschland und Österreich keine aldicarbhaltigen Pflanzenschutzmittel zugelassen.
In der Schweiz war die Anwendung von aldicarbhaltigen Pflanzenschutzmitteln auf die Bekämpfung des Rübenkopfälchens im Zuckerrüben-Anbau beschränkt. Heute sind auch in der Schweiz keine aldicarbhaltigen Pflanzenschutzmittel mehr zugelassen.

## Toxikologie
Aldicarb hemmt das Enzym Cholinesterase und erhöht auf diese Weise die cholinerge Reizleitung zwischen Nervenzellen, mit den Symptomen starker parasympathischer Aktivität als Folge. Die Substanz ist sowohl bei oraler Aufnahme als auch bei Hautkontakt stark giftig. Die Giftwirkung tritt rasch ein und dauert zwischen 4 und 12 Stunden an. Die LD50 bei Nagetieren liegt bei 0,5 bis 1,5 mg/kg Körpergewicht, wenn das Aldicarb in Wasser oder Öl gelöst verabreicht wurde. Für trockenes Granulat liegt die LD50 bei etwa 7 mg/kg Körpergewicht.
Es gibt keine Hinweise auf eine teratogene, mutagene oder kanzerogene Wirkung.